# Sender Hannover-Hainholz
Der Sender Hannover-Hainholz war eine Sendeanlage der Reichspost in Hannover-Hainholz, die am 13. August 1933 in Betrieb ging. Sie übertrug das Programm der NORAG aus Hamburg. Der Bau war durch die Leistungszunahme aller Sender in Europa notwendig geworden.
Der Sender Hannover-Hainholz hatte eine Sendeleistung von 1,5 kW. Sein von der Firma Paul Metzger errichtete 90 Meter hohe Holzfachwerkturm trug eine schwundmindernde Sendeantenne und war von drei je 25 Meter hohen Türmen umgeben, die Flugsicherungslampen trugen.
Der Standort war das Gelände der Hannoverschen Glashütte von Henning Boetius & Compagnie an der Hüttenstraße in Hainholz, die 1929 ihren Betrieb eingestellt hatte.
Schon kurz nach der Fertigstellung musste der Turm aufgrund einer Forderung der Flugsicherung des damaligen Flughafens Hannover-Vahrenwald auf eine Höhe von 60 Metern reduziert werden, wodurch sich die Versorgung verschlechterte. Nach Inbetriebnahme des Senders Hemmingen im Jahr 1940 wurde der Holzturm der Hainhölzer Anlage abgetragen.